# 我的龜蜜女友
《我的龜蜜女友》（原片名為《塑膠袋子》），2018年台灣電視電影，由路斯明、孟耿如、李運慶、顏毓麟、鄭暐達、沈威年、方筠婷領銜主演，衛視電影台於2018年4月22日上檔。

## 播出時間

### 首播
| 頻道       | 所在地 | 首播日期      | 播放時間   |
| ---------- | ------ | ------------- | ---------- |
| 衛視電影台 | 臺灣   | 2018年4月22日 | 週日 21:00 |

## 劇情大綱
研究助理小綠前往小琉球
進行禁用塑膠袋推廣計畫，
民宿業者認為打擾遊客，
常常加以驅趕或言語諷刺，
但任何挫折都打退不了小綠的的堅決！
原來她的哥哥還來不及長大
就被大海吞噬生命，爸爸總告訴小綠：
哥哥變成小海龜了，想他時就去海邊看他。
一次渡船災難中，一隻海龜為小綠指引方向，
讓她在快窒息前重獲新生，
她始終覺得救她的海龜就是哥哥！
從此之後，她對於海龜除了熱愛、
還有一種決心保護牠們的使命感。
一次海龜救援行動中，
小綠遇上觀念與自己完全相左的民浩。
民浩是小琉球當地漁民，
因為熱心公益而成為島上意見領袖，
年紀輕輕就當上里長，更是漁會、
觀光協會、商圈協會、人文藝術...
等等各種協會的會長，
總能隨時召集同鄉兄弟的他
被小綠誤認為流氓頭子，
立場不同的兩人更是時時產生衝突。
還遇到從前一起保育海龜的伙伴、
同時也是小綠前男友的國輝，
但國輝竟已成為渡假村開發案的主事者！

## 演員列表

### 主要演員
| 演員          | 角色   | 介紹 |
| 路斯明        | 張國輝 |      |
| 孟耿如        | 小綠   |      |
| 吳以涵 (童年) | 小綠   |      |
| 李運慶        | 鄭民浩 |      |
| 顏毓麟        | 孟青   |      |
| 鄭暐達        | 俊傑   |      |
| 沈威年        | 吳青倫 |      |
| 方筠婷        | 美凌   |      |
| 柯朋宇        | 鄭民強 |      |

## 電視電影歌曲
| 曲序 | 曲目                 | 演唱   |
| ---- | -------------------- | ------ |
| 1.   | 不關你的事（主題曲） | 王立言 |

## 外部連結
- 我的龜蜜女友的Facebook專頁
- 柯朋宇女裝飄溫貞菱仙氣 迷倒男工作人員 （页面存档备份，存于）

| 臺灣 衛視電影台 週日 21:00 | 臺灣 衛視電影台 週日 21:00     | 臺灣 衛視電影台 週日 21:00 |
| -------------------------- | ------------------------------ | -------------------------- |
|                            | 我的龜蜜女友 （2018年4月22日） |                            |
| －                         | －                             |                            |